# تكورزامت (تغازوت)
تكورزامت هي إحدى مشيخات المملكة المغربية، تتبع جغرافيا لعمالة أكادير إدا وتنان وإداريًا لتغازوت. يقدر عدد سكانها بـ 445 نسمة حسب الإحصاء الرسمي للسكان والسكنى لسنة 2004.